# Ногино (Псковская область)
Ногино — деревня в Бережанской волости Островского района Псковской области.
Расположена на левом берегу реки Великая, на восточном приграничье города Остров.
Численность населения деревни по состоянию на 2000 год составляла 30 жителей.